# Bulbomollisia radiata
Bulbomollisia radiata är en svampart som beskrevs av Graddon 1984. Bulbomollisia radiata ingår i släktet Bulbomollisia, ordningen disksvampar, klassen Leotiomycetes, divisionen sporsäcksvampar och riket svampar.   Inga underarter finns listade i Catalogue of Life.